# تصفيات كأس آسيا 2019 – المرحلة الثالثة
الجولة الثالثة من تصفيات كأس آسيا 2019 ستقام في الفترة من 26 مارس 2017 إلى 27 مارس 2018.

## النسق
يتنافس في الدور الثالث ما مجموعه 24 فريقا (16 فريقا تقدمت من الجولة الثانية وثماني فرق تقدمت من جولة المباراة الفاصلة) للتنافس على الـ12 مقعدا النهائية في كأس آسيا 2019. منذ أن تقدمت الإمارات العربية المتحدة إلى الجولة الثالثة من تصفيات كأس العالم لكرة القدم 2018، لم يعد هناك ضرورة للبطاقة التلقائية.
وقد تم تقسيم 24 فريقا إلى ست مجموعات من أربعة فرق للعب مباريات دورة روبن ذهابا وذهابا. وسيتأهل أول فريقين من كل مجموعة لكأس آسيا 2019 حيث ستنضم إليهما الفرق الاثنتي عشرة التي تأهلت مباشرة من الدور الثاني.

## الفرق المؤهلة
فرق مؤهلة من الجولة الثانية
| المجموعة   | الوصيف (أسوأ 4) | المركز الثالث | المركز الرابع (أفضل 4) |
| ---------- | --------------- | ------------- | ---------------------- |
| المجموعة أ | —               | فلسطين        | —                      |
| المجموعة ب | الأردن          | قرغيزستان     | —                      |
| المجموعة ج | —               | هونغ كونغ     | —                      |
| المجموعة د | عمان            | تركمانستان    | غوام                   |
| المجموعة ر | —               | سنغافورة      | أفغانستان              |
| المجموعة س | —               | فيتنام        | —                      |
| المجموعة س | لبنان           | الكويت        | ميانمار                |
| المجموعة ص | كوريا الشمالية  | الفلبين       | البحرين                |

ملاحظات
1. ↑  انسحبت غوام من الدورة بسبب قيود مالية.[4][5] أعلن اتحاد عموم نيبال لكرة القدم في 27 ديسمبر 2016 قبوله عرضا من الاتحاد الآسيوي لكرة القدم يحل محل غوام.[6]
2. ↑  اتحاد كرة القدم الكويتي علق من قبل الفيفا.[7] حددت الكويت في 11 يناير 2017 موعدا نهائيا لرفع الإيقاف،[8][9] ولكنها لم تكن قادرة على القيام بذلك، واستعيض عنها بماكاو.[10][11]

فرق مؤهلة من الدور الفاصل.
| تصفيات كأس آسيا 2019 – جولة المباراة الفاصلة winners |
| ---------------------------------------------------- |
| كمبوديا                                              |
| اليمن                                                |
| طاجيكستان                                            |
| ماليزيا                                              |
| الهند                                                |

| تصفيات كأس آسيا 2019 – جولة المباراة الفاصلة winners |
| ---------------------------------------------------- |
| المالديف                                             |
| بوتان                                                |
| تايبيه الصينية                                       |

فرق مؤهلة من كأس التضامن
بسبب انسحاب غوام وتعليق الكويت، دعا الاتحاد الآسيوي كلا من نيبال وماكاو، أعلى فريقين من كأس الاتحاد الآسيوي لكرة القدم 2016، إلى إعادة تأهيل تصفيات كأس آسيا 2019 كبديل من أجل الحفاظ على 24 فريقا في الجولة الثالثة من المسابقة.
| كأس التضامن الآسيوي 2016 |
| ------------------------ |
| نيبال (استبدل غوام)      |
| ماكاو (استبدل الكويت)    |

## القرعة
عقدت القرعة للجولة الثالثة في 23 يناير 2017، الساعة 16:00 GST (UTC + 4)، في أبو ظبي، الإمارات العربية المتحدة. كان من المقرر في البداية أن تعقد في 18 يناير 2017، لكنها تأخرت.
وقد تم سحب الفرق الـ 24 إلى ست مجموعات من أربعة. وقد تم التخلي عنها باستخدام رانكر العالم في يناير 2017 (تم الإشارة اليه بين قوسين بالأسفل).
وتقدم الأفرقة الوطنية التي تأهلت في نهاية المطاف بخط عريض.
| وعاء 1 | وعاء 2                                                                                                   | وعاء 3 | وعاء 4                                                                                           |
| --- | --- | --- | ------------------------------------------------------------------------------------------------ |
| 1. الأردن (107) 2. عمان (118) 3. الفلبين (122) 4. البحرين (123) 5. قرغيزستان (124) 6. كوريا الشمالية (125) | 1. الهند (129) 2. فلسطين (131) 3. طاجيكستان (132) 4. فيتنام (136) 5. هونغ كونغ (140) 6. تركمانستان (143) | 1. المالديف (145) 2. لبنان (148) 3. اليمن (149) 4. أفغانستان (151) 5. تايبيه الصينية (157) 6. ميانمار (159) | 1. ماليزيا (161) 2. سنغافورة (165) 3. كمبوديا (172) 4. نيبال (175) 5. بوتان (176) 6. ماكاو (184) |

## الجدول الزمني
الجدول الزمني لكل يوم من أيام المباريات هو كما يلي.
| يوم المباريات   | التواريخ       | المباريات    |
| --------------- | -------------- | ------------ |
| يوم المباريات 1 | 28 مارس 2017   | 1 v 4, 3 v 2 |
| يوم المباريات 2 | 13 يونيو 2017  | 4 v 3, 2 v 1 |
| يوم المباريات 3 | 5 سبتمبر 2017  | 4 v 2, 1 v 3 |
| يوم المباريات 4 | 10 أكتوبر 2017 | 2 v 4, 3 v 1 |
| يوم المباريات 5 | 14 نوفمبر 2017 | 4 v 1, 2 v 3 |
| يوم المباريات 6 | 27 مارس 2018   | 1 v 2, 3 v 4 |

## المجموعات
كسر التعادل

وتصنف الفرق وفقا للنقاط (3 نقاط للفوز، نقطة 1 للتعادل، 0 نقطة للخسارة). وإذا كان هناك ربط بالنقاط، فإن معايير كسر التعادل تطبق في الترتيب التالي (المادة 9-3):
1. نقاط في مباريات من رأس إلى رئيس بين أفرقة مقيدة؛
2. فارق الأهداف في مباريات الرأس إلى الرأس بين الأفرقة المرتبطة بها؛
3. وسجلت الأهداف في مباريات من رأسها إلى رأسها بين الفرق؛
4. وسجل هدفا بعيدا في مباريات ذهاب ورأس بين فرق مقيدة.
5. إذا تم ربط أكثر من فريقين، وبعد تطبيق المعيار 1 إلى 4، يتم ربط مجموعة فرعية من الفرق، ويتم إعادة تطبيق المعايير 1 إلى 4 حصريا على هذه المجموعة الفرعية من الفرق؛
6. فارق الأهداف في جميع مباريات المجموعة؛
7. وسجلت الأهداف في جميع مباريات المجموعة.
8. وتبادل إطلاق النار إذا تم ربط فريقان فقط والتقيا في الجولة الأخيرة من المجموعة؛
9. النقاط التأديبية (بطاقة صفراء = نقطة واحدة، بطاقة حمراء نتيجة لكروت صفراء = 3 نقاط، بطاقة حمراء مباشرة = 3 نقاط، وبطاقة صفراء متبوعة ببطاقة حمراء مباشرة = 4 نقاط)؛
10. سحب القرعة.

### المجموعة أ
| م | الفريق    | لعب | ف | ت | خ | أ.له | أ.ع | أ.ف | نقاط | التأهل        |     |     |     |     |     |
| - | --------- | --- | - | - | - | ---- | --- | --- | ---- | ------------- | --- | --- | --- | --- | --- |
| 1 | الهند     | 6   | 4 | 1 | 1 | 11   | 5   | +6  | 13   | كأس آسيا 2019 |     | —   | 1–0 | 2–2 | 4–1 |
| 2 | قرغيزستان | 6   | 4 | 1 | 1 | 14   | 8   | +6  | 13   | كأس آسيا 2019 |     | 2–1 | —   | 5–1 | 1–0 |
| 3 | ميانمار   | 6   | 2 | 2 | 2 | 10   | 10  | 0   | 8    |               |     | 0–1 | 2–2 | —   | 1–0 |
| 4 | ماكاو     | 6   | 0 | 0 | 6 | 4    | 16  | −12 | 0    |               | 0–2 | 3–4 | 0–4 | —   |     |

1. 1 2  النتائج وجهاً لوجه: الهند 1–0 قيرغيزستان، قيرغيزستان 2–1 الهند (فازت الهند بالأهداف الخارجية).

| ميانمار | 0–1   | الهند                |
| ------- | ----- | -------------------- |
|         | تقرير | - سونيل تشيتري 90+1' |

| قرغيزستان           | 1–0   | ماكاو |
| ------------------- | ----- | ----- |
| - عظمت بايماتوف 70' | تقرير |       |

| ماكاو | 0–4   | ميانمار                                               |
| ----- | ----- | ----------------------------------------------------- |
|       | تقرير | - سيتو أونغ 4'، 62' - كياو كو كو 30' - مين مين تو 74' |

| الهند              | 1–0   | قرغيزستان |
| ------------------ | ----- | --------- |
| - سونيل تشيتري 69' | تقرير |           |

| ماكاو | 0–2   | الهند                   |
| ----- | ----- | ----------------------- |
|       | تقرير | - بالوانت سينغ 57'، 82' |

| ميانمار                          | 2–2   | قرغيزستان                                       |
| -------------------------------- | ----- | ----------------------------------------------- |
| - أونغ تو 52' - كياو كو كو 90+2' | تقرير | - أنتون زمليانوخين 9' (ركلة.) - فيكتور ماير 49' |

| الهند                                                                                 | 4–1   | ماكاو            |
| ------------------------------------------------------------------------------------- | ----- | ---------------- |
| - رولين بورغيس 28' - سونيل تشيتري 60' - لام كا سينغ 70' (ه.ذ.) - جيجي لالبيخلوا 90+2' | تقرير | - نيكي توراو 37' |

| ماكاو                                                              | 3–4   | قرغيزستان                                                                   |
| ------------------------------------------------------------------ | ----- | --------------------------------------------------------------------------- |
| - تشان باك تشون 72' - نيكي توراو 79' (ركلة.) - كارلوس فرنانديس 87' | تقرير | - أنتون زمليانوخين 25' (ركلة.)، 55' - فيتالي لوكس 36' - ميرلان مورزاييف 84' |

| الهند                                           | 2–2   | ميانمار                            |
| ----------------------------------------------- | ----- | ---------------------------------- |
| - سونيل تشيتري 13' (ركلة.) - جيجي لالبيخلوا 69' | تقرير | - يان ناينغ أوو 1' - كاو كو كو 19' |

| قرغيزستان                                                                               | 5–1   | ميانمار          |
| --------------------------------------------------------------------------------------- | ----- | ---------------- |
| - إسلام شامشييف 2' - أنتون زمليانوخين 5'، 63' - فيتالي لوكس 74' - بيكجان ساغينباييف 87' | تقرير | - كياو كو كو 83' |

| ميانمار      | 1–0   | ماكاو |
| ------------ | ----- | ----- |
| - كي لين 74' | تقرير |       |

| قرغيزستان                                   | 2–1   | الهند                |
| ------------------------------------------- | ----- | -------------------- |
| - أنتون زمليانوخين 2' - ميرلان مورزاييف 72' | تقرير | - جيجي لالبيخلوا 88' |

### المجموعة ب
| م | الفريق         | لعب | ف | ت | خ | أ.له | أ.ع | أ.ف | نقاط | التأهل        |     |     |     |     |     |
| - | -------------- | --- | - | - | - | ---- | --- | --- | ---- | ------------- | --- | --- | --- | --- | --- |
| 1 | لبنان          | 6   | 5 | 1 | 0 | 14   | 4   | +10 | 16   | كأس آسيا 2019 |     | —   | 5–0 | 2–0 | 2–1 |
| 2 | كوريا الشمالية | 6   | 3 | 2 | 1 | 13   | 10  | +3  | 11   | كأس آسيا 2019 |     | 2–2 | —   | 2–0 | 4–1 |
| 3 | هونغ كونغ      | 6   | 1 | 2 | 3 | 4    | 7   | −3  | 5    |               |     | 0–1 | 1–1 | —   | 2–0 |
| 4 | ماليزيا        | 6   | 0 | 1 | 5 | 5    | 15  | −10 | 1    |               | 1–2 | 1–4 | 1–1 | —   |     |

| لبنان                           | 2–0   | هونغ كونغ |
| ------------------------------- | ----- | --------- |
| - محمد غدار 27' - حسن معتوق 34' | تقرير |           |

| هونغ كونغ            | 1–1   | كوريا الشمالية    |
| -------------------- | ----- | ----------------- |
| - تان تشون لوك 45+1' | تقرير | - كيم يو-سونغ 46' |

| ماليزيا             | 1–2   | لبنان                   |
| ------------------- | ----- | ----------------------- |
| - ماهالي جاسولي 43' | تقرير | - ربيع عطايا 79'، 90+4' |

| كوريا الشمالية                      | 2–2   | لبنان                             |
| ----------------------------------- | ----- | --------------------------------- |
| - كيم يو-سونغ 23' - ري يونغ-جيك 87' | تقرير | - نور منصور 47' - حسن معتوق 90+4' |

| ماليزيا              | 1–1   | هونغ كونغ    |
| -------------------- | ----- | ------------ |
| - سيازوان زاينون 56' | تقرير | - ساندرو 53' |

| هونغ كونغ                          | 2–0   | ماليزيا |
| ---------------------------------- | ----- | ------- |
| - جوردي تاريس 44' - جيمس ماككي 49' | تقرير |         |

| لبنان                                                                               | 5–0   | كوريا الشمالية |
| ----------------------------------------------------------------------------------- | ----- | -------------- |
| - هلال الحلوي 21' - حسن معتوق 25' - سمير أياس 50' - علي حمام 80' - ربيع عطايا 90+1' | تقرير |                |

| كوريا الشمالية                                                                         | 4–1   | ماليزيا         |
| -------------------------------------------------------------------------------------- | ----- | --------------- |
| - باك كوانغ-ريونغ 12' (ركلة.) - كيم يو-سونغ 42' - كيم يونغ-إيل 48' - جونغ إيل-غوان 59' | تقرير | - صفوي رشيد 67' |

| ماليزيا         | 1–4   | كوريا الشمالية                                    |
| --------------- | ----- | ------------------------------------------------- |
| - صفوي رشيد 85' | تقرير | - كيم يو-سونغ 15'، 20'، 44' - باك كوانغ-ريونغ 79' |

| هونغ كونغ | 0–1   | لبنان                   |
| --------- | ----- | ----------------------- |
|           | تقرير | - حسن معتوق 43' (ركلة.) |

| كوريا الشمالية                            | 2–0   | هونغ كونغ |
| ----------------------------------------- | ----- | --------- |
| - جونغ إيل-غوان 19' - باك كوانغ-ريونغ 25' | تقرير |           |

| لبنان                                       | 2–1   | ماليزيا         |
| ------------------------------------------- | ----- | --------------- |
| - حسن معتوق 18' (ركلة.) - هلال الحلوي 90+4' | تقرير | - شفيق رحيم 72' |

### المجموعة ج
| م | الفريق    | لعب | ف | ت | خ | أ.له | أ.ع | أ.ف | نقاط | التأهل        |     |     |     |     |     |
| - | --------- | --- | - | - | - | ---- | --- | --- | ---- | ------------- | --- | --- | --- | --- | --- |
| 1 | الأردن    | 6   | 3 | 3 | 0 | 16   | 5   | +11 | 12   | كأس آسيا 2019 |     | —   | 1–1 | 4–1 | 7–0 |
| 2 | فيتنام    | 6   | 2 | 4 | 0 | 9    | 3   | +6  | 10   | كأس آسيا 2019 |     | 0–0 | —   | 0–0 | 5–0 |
| 3 | أفغانستان | 6   | 1 | 3 | 2 | 7    | 10  | −3  | 6    |               |     | 3–3 | 1–1 | —   | 2–1 |
| 4 | كمبوديا   | 6   | 1 | 0 | 5 | 3    | 17  | −14 | 3    |               | 0–1 | 1–2 | 1–0 | —   |     |

| أفغانستان      | 1–1   | فيتنام               |
| -------------- | ----- | -------------------- |
| - حسن أمين 69' | تقرير | - نغوين فان توان 64' |

| الأردن                                                                                              | 7–0   | كمبوديا |
| --------------------------------------------------------------------------------------------------- | ----- | ------- |
| - حمزة الدردور 12'، 21'، 87' - ياسين البخيت 47' - عدي الصيفي 61' - أحمد سمير 62' - موسى التعمري 90' | تقرير |         |

| كمبوديا               | 1–0   | أفغانستان |
| --------------------- | ----- | --------- |
| - براك موني أودوم 59' | تقرير |           |

| فيتنام | 0–0   | الأردن |
| ------ | ----- | ------ |
|        | تقرير |        |

| كمبوديا             | 1–2   | فيتنام                                    |
| ------------------- | ----- | ----------------------------------------- |
| - تشان فاتاناكا 10' | تقرير | - نغوين فان كويت 4' - نغوين كوانغ هاي 81' |

| الأردن                                                                          | 4–1   | أفغانستان                |
| ------------------------------------------------------------------------------- | ----- | ------------------------ |
| - سعيد مرجان 24' - عدي الصيفي 33' - ياسين البخيت 45' (ركلة.) - حمزة الدردور 89' | تقرير | - زبير أميري 73' (ركلة.) |

| أفغانستان                                                          | 3–3   | الأردن                                                            |
| ------------------------------------------------------------------ | ----- | ----------------------------------------------------------------- |
| - مهند السليمان 15' (ه.ذ.) - ذهيب إسلام أميري 64' - خيبر أماني 81' | تقرير | - منذر أبو عمارة 40' - عدي الصيفي 43' (ركلة.) - مهند السليمان 86' |

| فيتنام                                                                                                  | 5–0   | كمبوديا |
| --- | ----- | ------- |
| - دين تان ترونغ 13' - نغوين فان كويت 56' - نغوين أن دوك 60' - نغوين كونغ فونغ 76' - ماك هونغ كوان 90+2' | تقرير |         |

| كمبوديا | 0–1   | الأردن               |
| ------- | ----- | -------------------- |
|         | تقرير | - منذر أبو عمارة 17' |

| فيتنام | 0–0   | أفغانستان |
| ------ | ----- | --------- |
|        | تقرير |           |

| أفغانستان            | 2–1   | كمبوديا            |
| -------------------- | ----- | ------------------ |
| - جبار شرزه 26'، 45' | تقرير | - كون لابورافي 70' |

| الأردن               | 1–1   | فيتنام             |
| -------------------- | ----- | ------------------ |
| - منذر أبو عمارة 71' | تقرير | - نغوين أن دوك 24' |

### المجموعة د
| م | الفريق   | لعب | ف | ت | خ | أ.له | أ.ع | أ.ف | نقاط | التأهل        |     |     |     |     |      |
| - | -------- | --- | - | - | - | ---- | --- | --- | ---- | ------------- | --- | --- | --- | --- | ---- |
| 1 | عمان     | 6   | 5 | 0 | 1 | 28   | 5   | +23 | 15   | كأس آسيا 2019 |     | —   | 1–0 | 5–0 | 14–0 |
| 2 | فلسطين   | 6   | 5 | 0 | 1 | 25   | 3   | +22 | 15   | كأس آسيا 2019 |     | 2–1 | —   | 8–1 | 10–0 |
| 3 | المالديف | 6   | 2 | 0 | 4 | 11   | 19  | −8  | 6    |               |     | 1–3 | 0–3 | —   | 7–0  |
| 4 | بوتان    | 6   | 0 | 0 | 6 | 2    | 39  | −37 | 0    |               | 2–4 | 0–2 | 0–2 | —   |      |

1. 1 2  النتائج وجهاً لوجه: فلسطين 2–1 عمان، عمان 1–0 فلسطين (فازت عمان بالأهداف الخارجية).

| عمان | 14–0  | بوتان |
| --- | ----- | ----- |
| - عبد العزيز المقبالي 2'، 35'، 40'، 43'، 68'، 85' - أحمد مبارك المحيجري 25' - محسن الخالدي 30' - نادر مبروك 44' - بيرين باسنت 54' (ه.ذ.) - خالد الهاجري 70'، 74'، 90+1' (ركلة.)، 90+2' | تقرير |       |

| المالديف | 0–3   | فلسطين                                             |
| -------- | ----- | -------------------------------------------------- |
|          | تقرير | - أحمد ماهر وريدات 62'، 65' - أحمد أبو ناهية 90+2' |

| بوتان | 0–2   | المالديف                                    |
| ----- | ----- | ------------------------------------------- |
|       | تقرير | - علي فاسير 42' (ركلة.) - أحمد عبد الله 75' |

| فلسطين                                  | 2–1   | عمان                      |
| --------------------------------------- | ----- | ------------------------- |
| - جوناتان كانتيانا 13' - ياسر بينتو 21' | تقرير | - أحمد مبارك المحيجري 45' |

| بوتان | 0–2   | فلسطين                                       |
| ----- | ----- | -------------------------------------------- |
|       | تقرير | - ياسر بينتو 51' - عبد اللطيف البهداري 90+5' |

| عمان                                                                                          | 5–0   | المالديف |
| --------------------------------------------------------------------------------------------- | ----- | -------- |
| - محسن الخالدي 5' - خالد الهاجري 58' - صلاح اليحيائي 69' - جميل اليحمدي 86' - سامي الحسني 88' | تقرير |          |

| فلسطين | 10–0  | بوتان |
| --- | ----- | ----- |
| - عبد اللطيف البهداري 4'، 40'، 44' - عبد الله جابر 6' - تامر صيام 22' - سامح مراعبة 29' - خالد سالم 48' (ركلة.) - محمد ناطور 60' - جوناتان كانتيانا 62'، 69' | تقرير |       |

| المالديف        | 1–3   | عمان                                                                 |
| --------------- | ----- | -------------------------------------------------------------------- |
| - علي فاسير 24' | تقرير | - خالد الهاجري 15' - أمدهان علي 19' (ه.ذ.) - أحمد مبارك المحيجري 57' |

| بوتان                                              | 2–4   | عمان                                                                            |
| -------------------------------------------------- | ----- | ------------------------------------------------------------------------------- |
| - كارما شيدروب تشيرينغ 59' - تشينتشو غيلتشين 90+3' | تقرير | - سامي الحسني 48' - رائد إبراهيم صالح 76' - خالد الهاجري 86' - سعيد الرزيقي 89' |

| فلسطين                                                                                              | 8–1   | المالديف       |
| --------------------------------------------------------------------------------------------------- | ----- | -------------- |
| - محمود يوسف 6'، 33' - محمد فيصل 16' (ه.ذ.) - سامح مراعبة 30'، 53'، 54'، 59' - جوناتان كانتيانا 56' | تقرير | - نايز حسن 52' |

| عمان               | 1–0   | فلسطين |
| ------------------ | ----- | ------ |
| - خالد الهاجري 87' | تقرير |        |

| المالديف                                                                                     | 7–0   | بوتان |
| -------------------------------------------------------------------------------------------- | ----- | ----- |
| - حمزة محمد 35' - نايز حسن 66'، 77'، 80'، 82' - إبراهيم وحيد حسن 69' - حسين سيفاو يوسف 90+3' | تقرير |       |

### المجموعة ر
| م | الفريق         | لعب | ف | ت | خ | أ.له | أ.ع | أ.ف | نقاط | التأهل        |     |     |     |     |     |
| - | -------------- | --- | - | - | - | ---- | --- | --- | ---- | ------------- | --- | --- | --- | --- | --- |
| 1 | البحرين        | 6   | 4 | 1 | 1 | 15   | 3   | +12 | 13   | كأس آسيا 2019 |     | —   | 4–0 | 5–0 | 0–0 |
| 2 | تركمانستان     | 6   | 3 | 1 | 2 | 9    | 10  | −1  | 10   | كأس آسيا 2019 |     | 1–2 | —   | 2–1 | 2–1 |
| 3 | تايبيه الصينية | 6   | 3 | 0 | 3 | 7    | 12  | −5  | 9    |               |     | 2–1 | 1–3 | —   | 1–0 |
| 4 | سنغافورة       | 6   | 0 | 2 | 4 | 3    | 9   | −6  | 2    |               | 0–3 | 1–1 | 1–2 | —   |     |

| تايبيه الصينية                | 1–3   | تركمانستان                                                                   |
| ----------------------------- | ----- | ---------------------------------------------------------------------------- |
| - تشين بو-ليانغ 45+2' (ركلة.) | تقرير | - ألتيميرات أنادوردييف 23' - روسلان مينغازوف 24' - تشين تشيا-تشون 83' (ه.ذ.) |

| البحرين | 0–0   | سنغافورة |
| ------- | ----- | -------- |
|         | تقرير |          |

| سنغافورة         | 1–2   | تايبيه الصينية                       |
| ---------------- | ----- | ------------------------------------ |
| - هاريس هارون 6' | تقرير | - كزافييه تشن 31' - تشين تشاو-أن 60' |

| تركمانستان          | 1–2   | البحرين                                    |
| ------------------- | ----- | ------------------------------------------ |
| - ميرات ياغشييف 86' | تقرير | - محمد سعد الرميحي 55' - عبد الله ياسر 80' |

| سنغافورة        | 1–1   | تركمانستان                 |
| --------------- | ----- | -------------------------- |
| - شاكر حمزة 63' | تقرير | - ألتيميرات أنادوردييف 82' |

| البحرين                                                                               | 5–0   | تايبيه الصينية |
| ------------------------------------------------------------------------------------- | ----- | -------------- |
| - كميل الأسود 11' - علي مدن 45+4' - مهدي عبد الجبار 56'، 89' - عبد الله يوسف هلال 74' | تقرير |                |

| تايبيه الصينية                         | 2–1   | البحرين                          |
| -------------------------------------- | ----- | -------------------------------- |
| - تشين بو-ليانغ 90' - تشو إين-لي 90+2' | تقرير | - إسماعيل عبد اللطيف 17' (ركلة.) |

| تركمانستان                     | 2–1   | سنغافورة         |
| ------------------------------ | ----- | ---------------- |
| - وحيد أورازساهيدوف 18'، 90+3' | تقرير | - عرفان فندي 27' |

| تركمانستان                                     | 2–1   | تايبيه الصينية              |
| ---------------------------------------------- | ----- | --------------------------- |
| - ميرات ياغشييف 22' - ألتيميرات أنادوردييف 40' | تقرير | - تشين بو-ليانغ 88' (ركلة.) |

| سنغافورة | 0–3   | البحرين                                    |
| -------- | ----- | ------------------------------------------ |
|          | تقرير | - مهدي عبد الجبار 65'، 84' - جمال راشد 81' |

| تايبيه الصينية      | 1–0   | سنغافورة |
| ------------------- | ----- | -------- |
| - تشين بو-ليانغ 37' | تقرير |          |

| البحرين                                                              | 4–0   | تركمانستان |
| -------------------------------------------------------------------- | ----- | ---------- |
| - عبد الله يوسف هلال 12'، 24' - سيد رضا عيسى 64' - عبد الله ياسر 67' | تقرير |            |

### المجموعة س
| م | الفريق    | لعب | ف | ت | خ | أ.له | أ.ع | أ.ف | نقاط | التأهل        |     |     |     |     |     |
| - | --------- | --- | - | - | - | ---- | --- | --- | ---- | ------------- | --- | --- | --- | --- | --- |
| 1 | الفلبين   | 6   | 3 | 3 | 0 | 13   | 8   | +5  | 12   | كأس آسيا 2019 |     | —   | 2–2 | 2–1 | 4–1 |
| 2 | اليمن     | 6   | 2 | 4 | 0 | 7    | 5   | +2  | 10   | كأس آسيا 2019 |     | 1–1 | —   | 2–1 | 2–1 |
| 3 | طاجيكستان | 6   | 2 | 1 | 3 | 10   | 9   | +1  | 7    |               |     | 3–4 | 0–0 | —   | 3–0 |
| 4 | نيبال     | 6   | 0 | 2 | 4 | 3    | 11  | −8  | 2    |               | 0–0 | 0–0 | 1–2 | —   |     |

| الفلبين                                                                | 4–1   | نيبال             |
| ---------------------------------------------------------------------- | ----- | ----------------- |
| - فيل يونغهازبند 21' (ركلة.)، 23' - إيان رمزي 27' - خافيير باتينيو 73' | تقرير | - بيشال راي 45+1' |

| اليمن                                         | 2–1   | طاجيكستان              |
| --------------------------------------------- | ----- | ---------------------- |
| - دافرون إرغاشيف 41' (ه.ذ.) - علاء الصاصي 63' | تقرير | - برويزجان عمرباييف 9' |

| نيبال | 0–0   | اليمن |
| ----- | ----- | ----- |
|       | تقرير |       |

| طاجيكستان                                                               | 3–4   | الفلبين                                                           |
| ----------------------------------------------------------------------- | ----- | ----------------------------------------------------------------- |
| - برويزجان عمرباييف 57' (ركلة.) - ديلشود فاسييف 61' - منوشهر جليلوف 90' | تقرير | - فيل يونغهازبند 28' - خافيير باتينيو 41'، 48' - دايسوكي ساتو 79' |

| نيبال                   | 1–2   | طاجيكستان                               |
| ----------------------- | ----- | --------------------------------------- |
| - بيمال غارتي ماغار 61' | تقرير | - منوشهر جليلوف 25' - ديلشود فاسييف 29' |

| الفلبين                                    | 2–2   | اليمن                                      |
| ------------------------------------------ | ----- | ------------------------------------------ |
| - فيل يونغهازبند 30' - جيمس يونغهازبند 71' | تقرير | - مدير عبد ربه 27' - عبد الواسع المطري 55' |

| طاجيكستان                                                                                    | 3–0   | نيبال |
| -------------------------------------------------------------------------------------------- | ----- | ----- |
| - نور الدين دافرونوف 20' (ركلة.) - برويزجان عمرباييف 60' (ركلة.) - منوشهر جليلوف 87' (ركلة.) | تقرير |       |

| اليمن                 | 1–1   | الفلبين        |
| --------------------- | ----- | -------------- |
| - توفيق علي منصور 63' | تقرير | - مايك أوت 89' |

| نيبال | 0–0   | الفلبين |
| ----- | ----- | ------- |
|       | تقرير |         |

| طاجيكستان | 0–0   | اليمن |
| --------- | ----- | ----- |
|           | تقرير |       |

| الفلبين                                             | 2–1   | طاجيكستان                  |
| --------------------------------------------------- | ----- | -------------------------- |
| - كيفين إينغريسو 74' - فيل يونغهازبند 90+1' (ركلة.) | تقرير | - أختام نزاروف 64' (ركلة.) |

| اليمن                                | 2–1   | نيبال                  |
| ------------------------------------ | ----- | ---------------------- |
| - عبد الواسع المطري 24'، 84' (ركلة.) | تقرير | - ناوايوغ شريستا 45+1' |

## الهدافون
قالب:GoalsPerMatch
7 أهداف
- خالد الهاجري

6 أهداف
- كيم يو-سونغ
- عبد العزيز المقبالي

5 أهداف
- أنتون زمليانوخين
- سامح مراعبة

4 أهداف
- مهدي عبد الجبار
- حمزة الدردور
- حسن معتوق
- كياو كو كو
- عبد اللطيف البهداري
- جوناتان كانتيانا
- فيل يونغهازبند
- سونيل تشيتري

3 أهداف
- تشين بو-ليانغ
- عدي الصيفي
- ربيع عطايا
- أحمد مبارك المحيجري
- خافيير باتينيو
- منوشهر جليلوف
- Parvizdzhon Umarbayev
- Altymyrat Annadurdyýew

هدفين
- بالوانت سينغ
- جيجي لالبيخلوا
- منذر أبو عمارة
- ياسين البخيت
- فيتالي لوكس
- نيكي توراو
- صفوي رشيد
- علي فاسير
- سيتو أونغ
- باك كوانغ-ريونغ
- سامي الحسني
- محسن الخالدي
- أحمد ماهر وريدات
- ياسر بينتو
- محمود يوسف
- ديلشود فاسييف
- ميرات ياغشييف
- وحيد أورازساهيدوف
- نغوين فان كويت

هدف واحد
- حسن أمين
- خيبر أماني
- ذهيب إسلام أميري
- زبير أميري
- عبد الله ياسر
- عبد الله يوسف هلال
- علي مدن
- إسماعيل عبد اللطيف
- كميل الأسود
- محمد سعد الرميحي
- جمال راشد
- تشينتشو غيلتشين
- كارما شيدروب تشيرينغ
- براك موني أودوم
- تشان فاتاناكا
- تشين تشاو-أن
- تشو إين-لي
- كزافييه تشن
- أليساندرو فيريرا ليوناردو
- جيمس ماككي
- تان تشون لوك
- جوردي تاريس
- رولين بورغيس
- مهند السليمان
- موسى التعمري
- سعيد مرجان
- أحمد سمير (لاعب كرة قدم أردني)
- عظمت بايماتوف
- فيكتور ماير
- ميرلان مورزاييف
- بيكجان ساغينباييف
- إسلام شامشييف
- علي حمام
- هلال الحلوي
- محمد غدار
- نور منصور
- سمير أياس
- Chan Pak Chun
- Carlos Fernandes
- Mahali Jasuli
- Syazwan Zainon
- أحمد عبد الله (لاعب كرة قدم مالديفي)
- نايز حسن
- أونغ تو
- مين مين تو
- Yan Naing Oo
- بيمال ماجار
- بيشال راي
- جونغ إيل-غوان
- Kim Yong-il
- ري يونغ جيك
- سامي الحسني
- سعيد الرزيقي
- جميل اليحمدي
- صلاح اليحيائي
- رائد إبراهيم صالح
- Nadir Mabrook
- أحمد أبو ناهية
- عبد الله جابر
- Mohammad Natour
- خالد سالم
- تامر صيام
- مايك أوت
- إيان رمزي
- دايسوكي ساتو (لاعب كرة قدم)
- جيمس يونغهازبند
- إيرفان فندي
- شاكر حمزة
- حارس هارون
- نور الدين دافرونوف
- رسلان مينغازوف
- Đinh Thanh Trung
- Mạc Hồng Quân
- نغوين آنه دوك
- نغوين كونغ فونغ
- نغوين كوانغ هاي
- Nguyễn Văn Toàn
- عبد الواسع المطري
- علاء الصاصي
- مدير عبد ربه
- عماد منصور

1 own goal
- بيرن باسنت (playing against منتخب عمان لكرة القدم)
- Chen Chia-chun (playing against منتخب تركمانستان لكرة القدم)
- Mohannad Al-Souliman (playing against منتخب أفغانستان لكرة القدم)
- لام كا سنغ (playing against منتخب الهند لكرة القدم)
- أمدهان علي (playing against منتخب عمان لكرة القدم)
- محمد فيصل (playing against منتخب فلسطين لكرة القدم)
- Davron Ergashev (playing against منتخب اليمن لكرة القدم)

Source: the-afc.com 

## وصلات خارجية
- AFC Asian Cup, the-AFC.com